# Charlotte Shelby
Charlotte Shelby (19 de diciembre de 1877 - 13 de marzo de 1957) fue una popular actriz teatral estadounidense, y conocida también por ser sospechosa del asesinato del director de cine de Hollywood, William Desmond Taylor. 

## Resumen biográfico
Su verdadero nombre era Lily Pearl Miles Reilly, y nació en Shreveport (Luisiana).
Shelby fue la madre de las actrices Mary Miles Minter y Margaret Shelby, y habría sido una personalidad dominante y manipuladora de las carreras interpretativas de sus hijas.
Con relación al asesinato de William Desmond Taylor, que mantenía una relación romántica con Mary Miles Minter, se sospechó que la autora era Shelby. Sin embargo, casi veinte años después del crimen, las autoridades judiciales de Los Ángeles concluyeron que no existía evidencia que inculpara a Shelby.
Durante muchos años mantuvo amargas diputas con sus hijas a causa de las ganancias que ellas consiguieron siendo jóvenes actrices, y que ella habría controlado. Margaret falleció en 1939 por problemas derivados de un alcoholismo, mientras que Mary se reconcilió totalmente con su madre. 
Charlotte Shelby falleció en 1957 en Santa Mónica (California). Fue enterrada en el Cementerio Forest Lawn Memorial Park de Glendale (California). Posteriormente, Mary Miles Minter incineró y esparció sus restos, al igual que hizo con los de su hermana Margaret.

## Filmografía
- Dimples (1916)
- Always in the Way (1915)
- The Fairy and the Waif (1915)

## Teatro
- Love Watches (1908)